# Düsseldorfer Löwensenf
Düsseldorfer Löwensenf GmbH é uma empresa alemã de mostarda. Fundada em 1903, em Metz (então parte do Império Alemão, devido ao resultado da Guerra Franco-Prussiana), é famosa por sua mostarda estilo Düsseldorf. Em 1920, a empresa foi transferida para Düsseldorf, quando, como resultado da Primeira Guerra Mundial, Metz foi devolvida à França, juntamente com o resto da Alsácia-Lorena.